# Čudotvorni mač
"Čudotvorni mač" (srpski "Чудотворни мач") srbijanski je fantastični film iz 1950. kojeg je režirao Vojislav Nanović prema scenariju kojeg je supotpisao s Jugoslavom Đorđevićem, zasnovanog na srbijanskom folkloru. Kao jedan od rijetkih jugoslavenskih filmova iz žanra fantastike, film je stekao kultni status.

## Radnja
Srednji vijek. Dječak Nebojša i njegov djed Ivan love negdje po šumi prekrivenoj snijegom. Nebojša se izgubi sa psom te naiđe do neke napuštene kule iz koje dopire tajnovit glas iz nekog bureta. Glas ga moli da mu netko da vode, pa ga Nebjoša posluša. Nakon toga, bure se raspadne a iz njega pobjegne zatočeni Baš Čelik, koji dječaka protjera iz kule. Puno godina kasnije, Nebojša je odrastao mladić te je zaprosio dugogodišnju ljubav, Vidu. Na njihovom vjenčanju, ljubomorni Gricko je naišao na Baš Čelika i njegovu vojsku, te ih usmjerio prema svadbi. Baš Čelik obavijesti ljude da su sada njegovi robovi te uzme Vidu za sebe, a demonstrira da ga se običnim mačem ne može ubiti. 
Nebojša završi u tamnici u kuli zlikovca, no tamo naiđe na starca koji mu ispriča da se Baš Čelik može jedino ubiti čudotvornim mačem te mu da upute kako ga nabaviti. Posjetivši ga da ga je kao dječak spasio, Baš Čelik oslobodi Nebojšu iz tamnice. Dok Vida odužuje brak s Baš Čelikom, Nebojša nakon dugog puta stigne do pećine vještice te prihvati zadatak čuvanja njene kobile. Ova se pretvori u ribu i sakrije u jezeru, međutim Nebojša ju nađe jer je jednom šaranu prije spasio život a sada mu je rekao gdje se sakrila. Vještica mu potom da konja po želji te mu ispriča da je čudotvorni mač u dalekom carstvu. Jednom tamo, otkriva se da je prije godinu dana preminuo kralj te da carica sada održava natječaj za novog, a može se kandidirati svatko. Odgovorivši na pitanje da su istina, ljubav i sloboda najbitniji na svijetu, Nebojša se kvalificira i pobijedi u natjecanju iz luka i strijele, te osvaja čudotvorni mač i napušta kraljevstvo. Vrati se u svoj rodni kraj, sakupi dovoljno ljudi i napadne kulu u kojoj ubija Baš Čelika i oslobađa Vidu.

## Glumci
- Rade Marković - Nebojša
- Vera Ilić-Đukić - Vida
- Milivoje Živanović - Baš Čelik
- Marko Ivanović - Djed Ivan
- Mihajlo Paskaljević - Gricko
- Milan Ajvaz - Vidin otac
- Ljubiša Jovanović - Starac
- Vilma Zidrinski - Carica
- Zora Zlatković - Vještica
- Pavle Vuisić - Vitez

## Vanjske poveznice
- Čudotvorni mač u internetskoj bazi filmova IMDb-a